# Alfredo Romano del Liechtenstein
Alfredo Romano del Liechtenstein (Vienna, 6 aprile 1875 – Deutschfeistritz, 25 ottobre 1930) è stato un politico austriaco.